# Educa Sallent
Educa Sallent, o coneguda simplement com a Educa, fou una empresa catalana de puzles, trencaclosques i altres jocs educatius per a nens i adults. Educa Sallent va néixer a Sabadell el 1967 i fou comprada l'any 2001 per Borràs Plana donant lloc a la fusió d'ambdues empreses formant Educa Borràs.
Els orígens d'Educa Sallent es troben a Sabadell a la dècada de 1960, quan l'impressor Xavier Sallent i Custòdio, fill del també impressor Eugeni Sallent i Cañellas de la impremta Joan Sallent Successors, va crear l'any 1963 Sallent Germans juntament amb el seu germà Joan. L'obrador de Sallent Germans s'establí al carrer Montserrat de Sabadell. Des d'allí, Xavier Sallent, que fou el veritable renovador del disseny gràfic a Sabadell en la dècada de 1950, constituí l'any 1967 Educa Sallent. L'empresa va prosperar notablement i l'any 1973 es va traslladar a una nova planta productiva a Sant Quirze del Vallès, mantenint l'oficina al carrer Montserrat i un magatzem al carrer Bruc de Sabadell.
A Educa Sallent hi arribaren a treballar més d'un centenar de persones i comptà amb més de mil productes al catàleg, essent líder indiscutible a Catalunya i a l'Estat espanyol en el sector de puzles i jocs educatius per a nens de més de 3 anys. L'empresa tingué filials comercials a Alemanya i Portugal, i arribà a exportar almenys la meitat de la seva producció a més de cinquanta països. No obstant, l'empresa mantingué a Catalunya la totalitat de la seva producció. No és casualitat que el famós logotip d'Educa que esdevingué internacionalment conegut recorda a una sardana amb els colors de la bandera de Catalunya.
L'any 1996, Educa Sallent implementà el Servei de Peces Perdudes, un servei únic al món gràcies al qual els clients poden sol·licitar de franc les peces de puzle que hagin perdut durant el seu muntatge. Aquest servei encara es manté vigent i es pot sol·licitar a través del web d'Educa Borràs.